# Porostereum
Porostereum is een geslacht in de familie Phanerochaetaceae. De typesoort is Porostereum phellodendri.

## Soorten
Volgens Index Fungorum telt het geslacht vijf soorten (april 2022):
| Soortnaam                                     | Auteur(s)                          | Publicatiejaar |
| --------------------------------------------- | ---------------------------------- | -------------- |
| Porostereum phellodendri                      | Pilát                              | 1937           |
| Porostereum sharpianum                        | (A.L. Welden) Hjortstam & Ryvarden | 1990           |
| Porostereum spadiceum (Leerachtige korstzwam) | (Pers.) Hjortstam & Ryvarden       | 1990           |
| Porostereum submembranaceum                   | (Henn) Ryvarden                    | 2020           |
| Porostereum umbrinoalutaceum                  | (Wakef.) Hjortstam & Ryvarden      | 1990           |